# San Regolo (Gaiole in Chianti)
San Regolo è una frazione del comune italiano di Gaiole in Chianti, nella provincia di Siena, in Toscana.

## Storia
Il villaggio di San Regolo è ricordato sin dal 1009, quando il marchese Bonifazio figlio del conte Alberto, signore del castello di Brolio, donò alla Badia di Firenze la propria corte con la chiesa parrocchiale dedicata a san Regolo. Tale donazione fu poi confermata alla stessa badia da Enrico II (1012) e da Enrico IV (1074). Il piccolo nucleo situato a valle del castello di Brolio, seguì nei secoli le sorti del castello e della vasta tenuta agricola fondata poi dalla famiglia Ricasoli. L'aspetto attuale del paese è da ricondurre alle riforme lorenesi del XVIII secolo, quando venne fatta ricostruire anche l'attuale chiesa. Nel 1833 la frazione di San Regolo contava 322 abitanti.

## Monumenti e luoghi d'interesse

### Architetture religiose
- Chiesa di San Regolo, chiesa parrocchiale della frazione, è ricordata per la prima volta nel 1009, ma l'attuale edificio è stato costruito tra la fine del XVIII e gli inizi del XIX secolo. Situato nella piazzetta all'ingresso del paese, l'edificio presenta una facciata a capanna con piccolo rosone centrale ed è realizzato in pietra. Sul lato sinistro svetta il campanile.[3] La parrocchia di San Regolo conta 319 abitanti.[4]

- Santuario dell'Annunciazione, detto anche della Madonna a Brolio,[5] è situato in località La Madonna e si presenta come un edificio in laterizio la cui facciata è preceduta da un piccolo portico con archetti. La chiesa fu costruita nel 1420 dalla Compagnia dell'Annunciata e fu poi acquistata dal barone Ricasoli, proprietario del castello di Brolio, in seguito alla soppressione delle compagnie per editto granducale nel 1786.[5] Nel 1901 la chiesa fu devastata da un forte uragano e in seguito ricostruita.[5] All'interno del santuario è situata una venerata immagine della Madonna, un affresco di scuola fiorentina del XV secolo.[5]

- Cappella di San Jacopo, antica chiesetta del castello di Brolio, risale al 1348 ed è stata rinnovata tra il 1867 e il 1869. Presenta una facciata a capanna preceduta da una doppia scala in pietra, mentre all'interno custodisce alcuni mosaici della bottega di Augusto Castellani (1878).

### Architetture militari
- Castello di Brolio, storico e importante castello dell'area del Chianti, è ricordato sin dal X secolo e divenne ben presto proprietà della famiglia Ricasoli, ancora oggi proprietaria dell'attuale tenuta.[2] L'aspetto medievale originario è stato compromesso dalle modifiche effettuate da Giuliano da Sangallo dopo la conquista fiorentina di Siena, quando venne trasformato in una prestigiosa residenza signorile. Nel 1835, ulteriori rimaneggiamenti voluti dal barone Bettino Ricasoli gli conferirono l'aspetto odierno in stile Tudor, tipico dei revival gotici.[6]

- Castello di Cacchiano, complesso architettonico edificato nel X secolo dai Ricasoli, situato su una collina nei pressi dell'abitato.

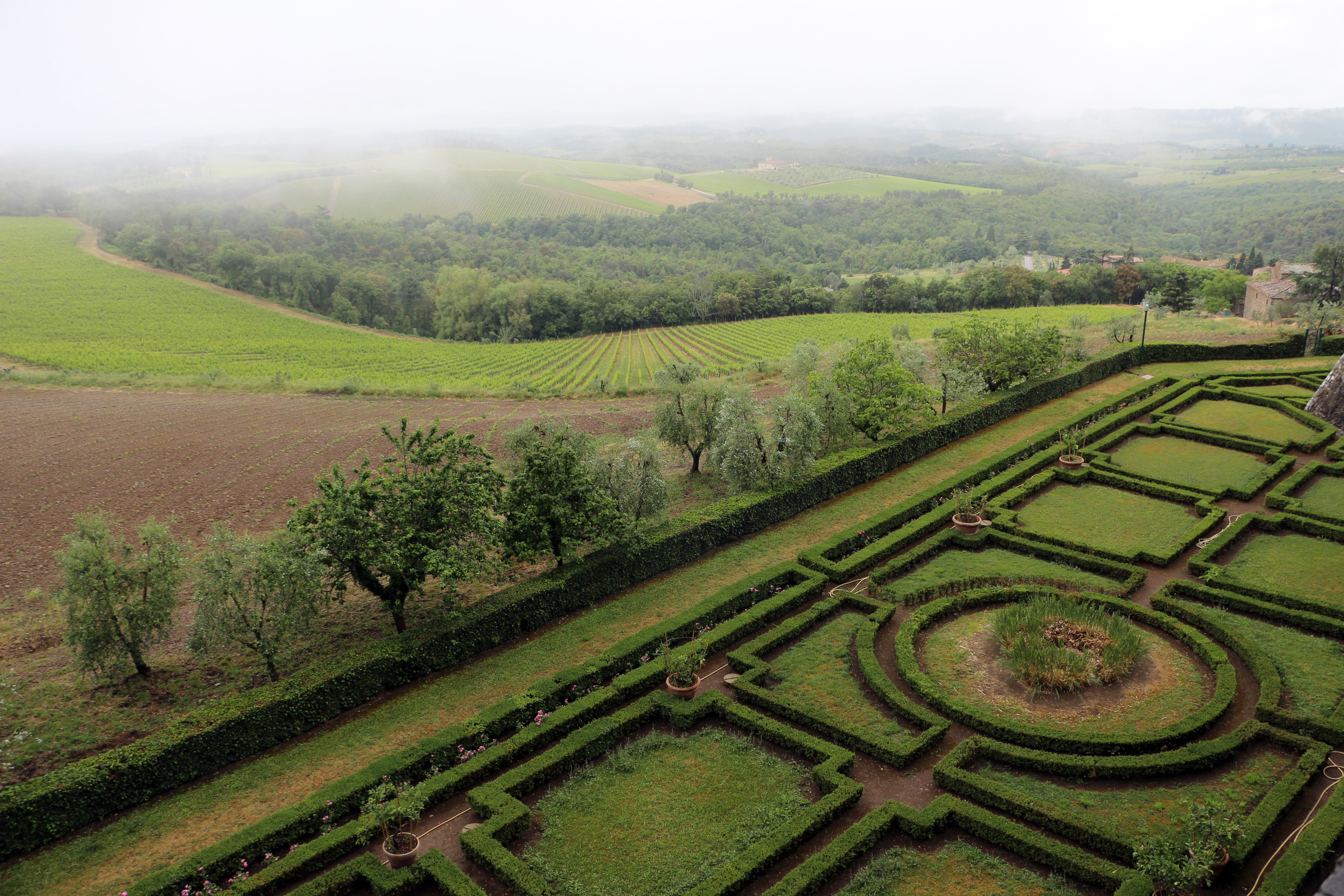
Veduta dei poderi e dei giardini attorno al castello di Brolio

## Geografia antropica
Il paese di San Regolo funge da centro per altre località situate nelle immediate vicinanze. Le più importanti sono quelle di Brolio, dove si trova il castello e la sede della storica tenuta agricola, e La Madonna, piccolo agglomerato nato intorno ad una chiesa dove sono situate le Cantine Ricasoli. Altre località minori sono quelle di Citerna, Colle, L'Agresto, Podernuovi e Tarci.